# Ростовська наступальна операція (1941)
Ростовська наступальна операція (1941) — наступальна операція радянських військ Південного фронту, що була проведена 17 листопада — 2 грудня 1941 з метою розгрому 1-ї німецької танкової армії та визволення міста Ростову-на-Дону.

## Перебіг подій
До середини листопада 1941 війська Вермахту силами 1-ї танкової армії групи армій «Південь» захопили значну частина Донбасу, підійшли на підступи до Ростова і створили загрозу прориву на Кубань та Північний Кавказ. На ростовському напрямку оборонялися війська Південного фронту (18-та, 37-ма і 9-та армії; генерал-полковник Черевиченко Я. Т.) та 56-та окрема армія (генерал-лейтенант Ремезов Ф. М.). Задум командування Червоної армії полягав в наступному — наполегливою обороною військ правого крила (12-та армія) фронту не допустити подальшого просування супротивника до Ворошиловграду, а основними силами завдати удару в південно-західному напрямку у фланг і тил 1-й танковій армії та у взаємодії з 56-ю окремою армією розгромити її. Головний удар завдавала 37-ма армія в напрямку на станицю Большекрепінська, допоміжні удари — 9-та і 18-та армії.
17 листопада розпочався наступ військ Південного фронту. Того ж дня відновила наступ на Ростов 1-ша німецька танкова армія. Наступ Південного фронту через нельотну погоду спочатку розвивався повільно. Найбільшого успіху досягла 37-ма армія (генерал-майор Лопатин А. І.), війська якої за 4 діб просунулися на 30-35 км. У той же час противник, використовуючи перевагу в танках, опанував Ростов (21 листопада) і відтіснив 56-ту окрему армію за Дон та на схід від міста. Ударне угруповання Південного фронту, продовжило наполегливо просуватися вперед, і 26 листопада радянські війська вийшли на рубіж р. Тузлов, чим створили загрозу оточення ворожих військ, що прорвалися до Ростова.
Командувач групою армій «Південь» генерал-фельдмаршал Г.фон Рундштедт був змушений спішно зміцнювати оборону на рубежі р. Тузлов, перекинувши туди танкові дивізії з Ростова і словацьку моторизововану дивізію з північного узбережжя Азовського моря. 27 листопада війська ударного угруповання Південного фронту і 56-ї армії (з 23 листопада у складі Південного фронту) завдали удару на Ростов з північного заходу та півдня. Під загрозою оточення супротивник почав відводити свої війська з міста. 29 листопада частини 9-ї і 56-ї армій за сприяння ростовських ополченців і партизанів очистили місто від німецьких загарбників і, переслідуючи розбиті ворожі дивізії, 2 грудня вийшли до р. Міус, де були зупинені перед завчасно підготовленою обороною німецьких військ.
Ростовська наступальна операція — одна з перших великих наступальних операцій Червоної армії у німецько-радянській війні. У результаті її проведення війська Південного фронту запобігли прориву Вермахту на Кавказ, відкинули 1-шу німецьку танкову армію генерала Е.фон Кляйста на захід від Ростова на 60-80 км, стабілізували південний фланг німецько-радянського фронту. Скувавши сили групи армій «Південь», вони не дозволили супротивнику посилювати за її рахунок групу армій «Центр», яка вела стратегічний наступ на головному — московському напрямку, створили сприятливі умови для переходу в контрнаступ під Москвою.

## Відео
- Перелом. Хроника Победы. Часть 5. Ростовская наступательная операция